# Fußballauswahl der Kokosinseln
Die Fußballauswahl der Kokosinseln ist die nationale Fußballmannschaft der zu Australien gehörenden  Kokosinseln im Indischen Ozean. 

## Status
Die Mannschaft ist weder Mitglied der FIFA, noch irgendeines Kontinentalverbandes und kann deshalb weder an Qualifikationsspielen zu einer Weltmeisterschaft, noch zu einer Kontinentalmeisterschaft teilnehmen.  Verwaltet wird sie vom Dachverband (Cocos (Keeling) Islands Soccer Association) der Inseln, der auch zusammen mit der Christmas Island Soccer Federation den jährlichen Inter-Island-Cup veranstaltet. 

## Begegnungen
Bisher bestritt die Auswahl zehn Länderspiele, alle gegen die Fußballauswahl der Weihnachtsinsel im Inter-Island-Cup in den Jahren 1994, 1997, 1999, 2004 und 2005. Der Inter-Island-Cup wird zwischen beiden Mannschaften in zwei Spielen ausgetragen, wobei die Fußballauswahl der Kokosinseln zwar einzelne Spiele, jedoch bislang noch nicht den Inter-Island-Cup gewinnen konnte, der durch die Summe der in beiden Spielen erzielten Tore entschieden wird.
| Datum         | Spielort        | Gegner          | Ergebnis | Quelle      |
| ------------- | --------------- | --------------- | -------- | ----------- |
| 1. Juni 1994  | Weihnachtsinsel | Weihnachtsinsel | 1:4      | [ 2 ] [ 3 ] |
| 4. Juni 1994  | Weihnachtsinsel | Weihnachtsinsel | 4:0      | [ 2 ] [ 3 ] |
| Jan. 1997     | Kokosinseln     | Weihnachtsinsel | 3:10     | [ 2 ] [ 4 ] |
| Jan. 1997     | Kokosinseln     | Weihnachtsinsel | 0:3      | [ 2 ] [ 4 ] |
| Jan. 1999     | Weihnachtsinsel | Weihnachtsinsel | 0:4      | [ 2 ] [ 5 ] |
| Jan. 1999     | Weihnachtsinsel | Weihnachtsinsel | 1:3      | [ 2 ] [ 5 ] |
| 27. Feb. 2004 | Kokosinseln     | Weihnachtsinsel | 1:3      | [ 2 ] [ 6 ] |
| 1. März 2004  | Kokosinseln     | Weihnachtsinsel | 1:0      | [ 2 ] [ 6 ] |
| 24. Juni 2005 | Weihnachtsinsel | Weihnachtsinsel | 1:0      | [ 2 ] [ 7 ] |
| 26. Juni 2005 | Weihnachtsinsel | Weihnachtsinsel | 0:2      | [ 2 ] [ 7 ] |
| 20. Okt. 2006 | Weihnachtsinsel | Weihnachtsinsel | ?:?      | [ 8 ]       |
| 22. Okt. 2006 | Weihnachtsinsel | Weihnachtsinsel | ?:?      | [ 8 ]       |
| 2008          | Kokosinseln     | Weihnachtsinsel | ?:?      | [ 8 ]       |
| 2008          | Kokosinseln     | Weihnachtsinsel | ?:?      | [ 8 ]       |
| Juni 2010     | Unbekannt       | Weihnachtsinsel | ?:?      | [ 8 ]       |
| Juni 2010     | Unbekannt       | Weihnachtsinsel | ?:?      | [ 8 ]       |
| 2016          | Unbekannt       | Weihnachtsinsel | 0:1      | [ 8 ]       |
| 2016          | Unbekannt       | Weihnachtsinsel | 2:0      | [ 8 ]       |
| Mai 2017      | Unbekannt       | Weihnachtsinsel | 0:1      | [ 8 ]       |
| Mai 2017      | Unbekannt       | Weihnachtsinsel | 0:1      | [ 8 ]       |